# Lampetis placida
Lampetis placida es una especie de escarabajo del género Lampetis, familia Buprestidae. Fue descrita científicamente por Boheman en 1860.